# Feng Shui
Fengshui 風水, udtales fång schwæi og betyder vind og vand. Feng shui er en traditionel kinesisk praksis, der fokuserer på at skabe harmoni og balance mellem en persons miljø og deres indre energi (chi eller qi). Ordet betyder "vind og vand" på kinesisk og refererer til de to naturlige elementer, der siges at forme og påvirke jordens energi.
Essensen af feng shui er at skabe en harmonisk og gunstig energiflow i ens hjem, arbejdsplads eller et hvilket som helst rum ved at arrangere møbler, dekorationer og andre genstande på en måde, der understøtter positiv energi og velvære

## Historie
Feng shui har sine rødder i Kina og har en lang historie, der strækker sig tilbage tusinder af år. Praksissen har udviklet sig gennem århundrederne og har været påvirket af forskellige kulturelle og filosofiske traditioner i Kina.
Den tidligste dokumenterede reference til feng shui kan spores tilbage til det kinesiske Zhou-dynasti, der regerede fra det 11. til det 3. århundrede f.Kr. Imidlertid var feng shui's tidlige praksis mere fokuseret på at identificere gunstige steder til gravsteder og begravelsespladser baseret på landskabsformationer og naturlige energistrømme.
Det var først under det tidlige imperium og senere dynastier, især Han-dynastiet (206 f.Kr. - 220 e.Kr.), at feng shui begyndte at blive anvendt bredere i byplanlægning, arkitektur og hjemindretning. Praksissen blev dybt forankret i traditionel kinesisk filosofi, herunder taoisme, konfucianisme og yin-yang-filosofi.
I løbet af de følgende århundreder blev feng shui stadig mere sofistikeret og blev anset for at være afgørende for velstand, sundhed og lykke. Det blev brugt af kejserlige embedsmænd, adelige og velhavende borgere til at designe og indrette deres hjem, haver og bygninger i overensstemmelse med kosmiske og naturmæssige principper.
Efterhånden som Kina åbnede sig for omverdenen, spredte feng shui sig til andre dele af Asien og senere til resten af verden. I dag praktiseres og studeres feng shui af mennesker over hele kloden, selvom der stadig er forskellige skoler og tilgange til praksissen baseret på regionale traditioner og kulturelle forskelle.

## Hovedtræk
Feng shui er en filosofisk teori om indretning og arkitektur der har det formål at skabe et harmonisk samspil mellem mennesker og deres omgivelser. Princippet i Fengshui er, at man skal leve i harmoni med sine omgivelser. Man bliver påvirket af omgivelsernes og universets energier, og disse kan enten være gavnlige eller skadelige. Ved hjælp af Fengshui kan man indrette sin tilværelse, så energierne har en positiv indflydelse på ens tilværelse.
Der eksisterer mange retninger inden for Fengshui, men disse kan principielt opdeles i to skoler, nemlig en asiatisk og en vestlig. Den første er baseret på traditionel kinesisk filosofi og levevis. Den vestlige Feng Shui er en fusion af moderne vestlige ideer om arkitektur og traditionel Fengshui.
Fengshui er ikke en ensartet kunstart eller filosofi med klare rødder tilbage i historien, men er snarere en individuelt præget blanding af Kinas traditionelle kosmologi og filosofi. Men det er også praktisk familieindretning i de meget almindelige kinesiske storfamilier, der var indrettet efter et særdeles kompliceret system, der skulle tage højde for alle familiemedlemmers status i hierarkiet. Traditionel kinesisk kunst kaldes "Shan Shui" der betyder bjerg-vand, og landskaberne i denne tradition har tydeligvis også været inspiration for især Fengshuibaseret haveindretning.
Fengshuikonsulenter tager generelt sagt symboler og principper i brug der vedrører den kinesiske opfattelse af qi, der er betegnelsen for universel energi, men også kinesisk astrologi, taoisme og korrelativ kosmologi. Kineserne har traditionelt anvendt disse principper til at beskrive sammenhængen i alle verdens ting som en helhed, jorden som et mikrokosmos af universets makrokosmos.
Redskaberne kan omfatte: Yin og Yang, De fem faser, Luopan "kompasset", de ni Luo Shu tal, De Otte trigrammer, I Ching, Stjernebilleder og den traditionelle kinesiske bondekalender.
En af de kostbareste bygninger i Hong Kong, et lejlighedskompleks på en bjergside, er indrettet med et stort hul midt i komplekset, så bjergets drage kan passere uhindret (se link nedenfor). Man kan anse dette for en ret vellykket kunstnerisk ide, men der er andre eksempler på at overtro har kostet store summer. Således fik en bankdirektør for en af Hong Kongs største banker en lang fængselsdom for at have misbrugt en sum på ca. 350 millioner danske kroner af betroede midler til at flytte bankens hovedsæde, så den lå i overensstemmelse med en kendt Fengshuikonsulents råd. Faktisk er næsten ingen større bygninger i Hong Kong anlagt uden at konsultere en Fengshuimester.